# Afromastodon coppensi
Afromastodon coppensi és una espècie extinta de mamífer proboscidi de la família dels amebelodòntids que visqué al sud d'Àfrica durant el Miocè mitjà, fa entre 11,6 i 16 milions d'anys. Se n'han trobat restes fòssils a Namíbia. Es tracta de l'única espècie del gènere Afromastodon. La mida de les dents molars segueix una distribució bimodal segons el sexe. Així mateix, són de tipus bunolofodont i marcadament braquiodont El seu nom genèric, Afromastodon, significa ‘mastodont africà’, mentre que el seu nom específic, coppensi, fou elegit en honor de l'antropòleg francès Yves Coppens.